# Adolph Fuchs
Adolph Fuchs (død 6. november 1662 i Brügge) var en dansk officer og amtmand.

## Under Svenskekrigene
Sikre efterretninger om hans herkomst savnes, men det kan formodes, at han er en flamlænder af fødsel, og det udsiges ganske bestemt, at han var en bondesøn og skrædder af profession. Først fra 1644 kan man til dels følge hans spor. Han tjente da i den danske hær i Holsten og kalder sig «Hofmeister», hvilket vel vil sige regnskabsfører, hos kaptajn Eler von Høene i Glückstadt. 1645 var han fændrik, og 1652 var han oberstløjtnant og ledsagede Ulrik Christian Gyldenløve, der dengang var i spansk tjeneste, på dennes hvervingsrejse til Danmark, og på Gyldenløves anbefaling indkaldtes han 1657, da krigen mod Sverige stundede til, fra de Spanske Nederlande og udnævntes til dansk oberst og chef for et regiment fodfolk. I spidsen for dette regiment, som han til dels hvervede i Flandern, kæmpede han i den skånske hær under Axel Urup og forfremmedes efter de heldige træfninger i Halland i september til generalmajor. I nogen tid fungerede han som kommandant i Malmø. Under hovedstadens belejring var han i København, og da Karl X Gustavs gentagne forsøg på at få fodfæste på Amagersiden gjorde det nødvendigt at have en energisk kommandant i Christianshavns fæstning, udnævntes Fuchs ved nytårstid 1659 til denne post. Han retfærdiggjorde i fuldt mål de til ham stillede forventninger, og den mindeværdige nat mellem 10. og 11. februar 1659 tilbageslog han med stor bravour den svenske greve Claes Thotts efter en forvoven march over isen tre gange gentagne stormløb mod Christianshavns Vold. "Fjenden havde forglemt at tage Ligskjorterne med sig" er den drastiske vending, hvormed Fuchs i sin karakteristiske beretning til Frederik III om denne begivenhed illustrerer svenskernes nederlag.

## Lens- og amtmand
Få dage efter blev han chef for det af Poul Beenfeldt tidligere kommanderede jyske regiment til fods, og i juli udnævntes han til lensmand på Hammershus og guvernør over Bornholm. I denne stilling gjorde han sig berygtet ved sin rå og brutale behandling af ægteparret Ulfeldt og ved sin ikke mindre tyranniske adfærd mod øens patriotiske befolkning, og dennes klager bevirkede, at han i begyndelsen af 1662 fjernedes fra Bornholm. Han blev derefter ansat som kommandant i Nyborg og amtmand over Nyborg Amt. Hen på efteråret gjorde han en udenlandsrejse, og 6. november, da han sammen med sin Hustru, Marie Jeanne Rootcaes, en flamsk dame, i åben vogn kørte på gaden i Brügge, blev han myrdet ved et dolkestik af Corfitz Ulfeldts ældste søn, Christian, der på denne måde tog hævn over den forældrene overgåede forsmædelse.
Han er gengivet i et kobberstik af C. van Caukercken efter et portrætmaleri af J. Maes; efter dette stik 1746 og xylografi 1885.